# Szetlew
Szetlew – wieś w Polsce położona w województwie wielkopolskim, w powiecie słupeckim, w gminie Zagórów.
W latach 1975–1998 miejscowość administracyjnie należała do województwa konińskiego.
Zobacz też: Szetlewek